# الهيئة الوطنية لمناهضة التعذيب (فلسطين)
الهيئة الوطنية الفلسطينية لمناهضة التعذيب هي مؤسسة دولة فلسطينية تتمتع بالشخصية الاعتبارية والذمة المالية المستقلة. أنشئها الرئيس الفلسطيني محمود عباس في 21 مايو 2022 بقرار بقانون. تُعد مدينة القدس المقر الرئيسي والدائم للهيئة، ومدينتي رام الله وغزة المقر الرئيسي المؤقت لها. تتكون الهيئة من رئيس لها و12 عضوًا.
تُعد أهداف الهيئة: تعزيز مبادئ مناهضة التعذيب وإساءة المعاملة، والسعي إلى إقرار الوسائل والتدابير لمناهضة التعذيب وإساءة المعاملة بالإضافة إلى المساهمة في رفع الوعي بجريمة التعذيب وإساءة المعاملة.

## التاريخ
في 28 ديسمبر 2017، قرر الرئيس الفلسطيني محمود عباس انضمام دولة فلسطين إلى البروتوكول الاختياري لاتفاقية مناهضة التعذيب وغيره من ضروب المعاملة أو العقوبة القاسية أو اللاإنسانية أو المهينة والتي اعتمدتها الجمعية العامة للأمم المتحدة عام 1984.
شارك وفد حكومي فلسطيني في 1 أغسطس 2018 في ندوة إقليمية نُظمت في الأردن بواسطة الهيئة المستقلة لحقوق الإنسان والمنظمة الدولية للإصلاح الجنائي بهدف إنشاء آلية وطنية للوقاية من التعذيب في دولة فلسطين.
في 19 أغسطس 2019، قررت حكومة محمد اشتية في جلستها رقم 17:«إنشاء الآلية الوطنية الوقائية لمنع التعذيب كمؤسسة مستقلة، وتكليف الفريق الحكومي لمتابعة إنشاء الآلية الوطنية الوقائية لمنع التعذيب إعداد مشروع القانون الخاص بها.»
في 9 ديسمبر 2019، اختتمت الهيئة المستقلة لحقوق الإنسان في فلسطين زيارة دراسية إلى الهيئة الوطنية للوقاية من التعذيب في تونس للاستفادة من تجربتها في إنشاء الآلية الوطنية للوقاية من التعذيب.
في 21 مايو 2022، أصدر الرئيس الفلسطيني قرارًا بقانون نص على إنشاء الهيئة الوطنية الفلسطينية لمناهضة التعذيب.